# Medal of Honor: Allied Assault
Medal of Honor: Allied Assault (укр. Медаль за Відвагу: Другий Фронт) — культова відеогра жанру тривимірного шутера від першої особи, розроблена американської компанією 2015, Inc. і видана компанією EA. Гра є третьою в серії Medal of Honor і першою, що вийшла на PC.
Гра оповідає про події Другої світової війни.

## Сюжет
Головний герой гри — лейтенант армії США Майк Пауелл [Архівовано 8 серпня 2017 у Wayback Machine.], який проходить службу у складі першого (другого, в процесі гри) батальйону рейнджерів 101 повітряно-десантної дивізії армії США під час відкриття Другого фронту у Другій світовій війні.
Гра починається на території Північної Африки 7 листопада 1942 року. Відразу після висадки в Алжирі спецгрупа під командуванням капітана Річардса захоплює дві вантажівки і направляється в берегове село. Після потрапляння групи у засідку Майк Пауелл має сам визволити з полону майора Грілло, знищити танкоремонтний завод, батареї берегової артилерії Флак-88, після чого увімкнути маяк для початку висадження десанту союзників.
Надалі герой діє по захопленню технічної документації та знищенню ворожої субмарини в Норвегії. У складі сил американського десанту бере участь в операції Оверлорд (Повелитель) по висадці союзного десанту на пляжі «Омаха Біч»
В подальшому головний герой діє на території Європи, де добуває цінні документи і зразки новітньої німецької зброї та знищує їх (танк Королівський тигр, штурмову автоматичну гвинтівку Штурмґевер-44, реактивний міномет Небельверфер).
На завершення гри Майк виконує місію по знищенню форта Шмерцен, де до самого кінця війни фашистськими вченими розроблялися бойові отруйні речовини, складові хімічної зброї.

### Місії в грі
- Місія 1: Lighting the Torch (Світло факела)

7 листопада 1942а, Північна Африка, Алжир.
Командувач — капітан Річардс.
- Місія 2: Ruttling the U-529 (Знищити У-529)

12 лютого 1943а, Норвегія, Крігсмаріне-Трондхейм.
Зв'язковий — майор Джек Грілло.
- Місія 3: Operation Overlord (Операція Повелитель)

6 червня 1944а, Нормандія, Франція.
Командувач — капітан Ремзі.
- Місія 4: Behind the Enemy Lines (В тилу ворога)

22 червня 1944 року, Нормандія, Франція.
Зв'язковий — Манон Батіст.
- Місія 5: Day of the Tiger (День Тигра)

20 серпня 1944 року, Бретань, Франція.
- Місія 6: The Return to Schmerzen (Повернення в Шмерц)

18 січня 1945 а, Лінія Зігфріда, Німеччина.

## Ігровий процес
Medal of Honor: Allied Assault- стандартний шутер від першої особи. Гравець рухається по так званим «коридорним рівням» і знищує ворогів, що зустрічаються на шляху.
Місії передбачають порятунок бранців і проведення диверсій.
У грі є нехарактерні для подібних ігор місії, що й зробило проект популярним. Наприклад, приховане проникнення на територію ворога: гравець переодягається в німецьку форму, знаходить документи і практично вільно переміщається по ворожій базі.
У деяких рівнях місії відбуваються на транспорті, що швидко їде, з якого необхідно вести стрільбу із встановленого кулемета, а в додатках можливе ведення вогню із зброї зсередини танка та протитанкової автоматичної гармати, з колісно-гусеничного транспортера.

## Зброя

### Пістолети
- Colt M1911A1 або Hi-Standard HDM [Архівовано 17 листопада 2015 у Wayback Machine.]
- Walther P38

### Гвинтівки
- M1 Garand або Springfield M1903 з оптичним прицілом.
- Kar-98k або Kar-98k з оптичним прицілом.

### Пістолети-кулемети
- M1A1 Thompson
- MP-40/1

### Кулемети,Штурмові гвинтівки
- M1918A2 BAR
- StG-44

### Гранати
- Mk. II Hand Grenade [Архівовано 17 листопада 2015 у Wayback Machine.]
- Stielhandgranate M24

### Гранатомети
- M1A1 Rocket Launcher
- RPzB 54

### Інше
- M97 Shotgun [Архівовано 17 листопада 2015 у Wayback Machine.] — помпова рушниця дробовик

## Цікаві факти
- Гра містить секретний рівень. Для запуску необхідно відкрити консоль за допомогою клавіші ~ (тильда) і набрати команду maplist, далі вибрати в списку карт m4l0.bsp.
- При проходженні на важкій складності перших двох рівнів п'ятого місії без втрат в особовому складі, у третьому рівні, коли ви доберетеся до танка, розпочнеться міні-гра. Протягом хвилини необхідно буде сховатися від нациста, збройного Панцершрек.
- На одному з рівнів останньої місії можна знайти в одному з будинків фортепіано і віолончель. Якщо натиснути клавішу дії, герой зіграє заголовну тему гри.

## Медалі
Як зрозуміло із назви гри, гравець отримує нагороди (медалі) за успішне проходження найбільш складних місій гри.
Список нагород
- «Легіон Гідних» (Рівень «Місія Спасіння») — Присуджується за порятунок другого ув'язненого під варту агента-снайпера. Він повинен залишитися в живих до кінця місії.
- «Норвезька Хрест із Мечем» (Рівень «На У-529») — Присуджується за виявлення та доставку ворожої судновий декларації, що знаходиться у підводному човні.
- «Американська Кампанія» (Рівень «Берег Омаха») — Присуджується за зачистку ворожих бункерів і вбивство кулеметників.
- «Медаль за згуртованість дій» (Рівень «Командний пункт») — Присуджується за знищення двох «Королівських тигрів».
- «Медаль за видатні заслуги» (Рівень «Останній притулок снайпера») — Присуджується за збереження трьох бійців в живих до кінця рівня.
- «Медаль Армійській Подяки» (Рівень «Лютий форт Шмерц») — Присуджується за збереження хоча б п'ятьох з дев'яти чоловік вашої команди на залізничній платформі.
- «Бронзова зірка» — Присуджується за проходження всієї гри.
- «Срібна зірка» (Рівень «Лютий форт Шмерц») — Присуджується за збереження хоча б п'ятьох з дев'яти чоловік вашої команди на залізничній платформі на середньому рівні складності.
- «Хрест за видатні заслуги» (Рівень «Лютий форт Шмерц») — Присуджується за збереження хоча б п'ятьох з дев'яти чоловік вашої команди на залізничній платформі на важкому рівні складності.

## Додатки

### Medal of Honor: Allied Assault— Spearhead
Medal of Honor: Allied Assault Spearhead (Прорив) — перше доповнення до Medal of Honor: Allied Assault, створене у листопаді 2002 від EA в Лос-Анджелесі.

#### Особливості
- У гру додана можливість повороту з боку в бік і удар прикладом будь-якої зброї (в базовій версії гри можна було тільки бити рукояткою пістолета), окрім обладнаної снайперським прицілом (при натисненні правої кнопки миші снайперська зброя переходить в режим оптичного прицілу).
- Гра додає цілий арсенал зброї британських та радянських зразків.

#### Сюжет
- Гравець грає за сержанта Джека Барнса [Архівовано 10 березня 2016 у Wayback Machine.]. Місії створенні так, що головний герой почергово бере участь у вторгненні в Нормандії, наступі в Арденнах і, нарешті, в битві за Берлін.
- Гра починається із скидання з літака в ніч з п'ятого на шосте червня 1944 року під час операції «Нептун». Ми приєднуємося до британського відділення десантників, що має виконати два завдання:
  - перше — вбити німецького полковника;
  - друге — руйнування мосту і знищення поїзда на мосту.
- Місія буде виконана, але, на жаль, гинуть британські колеги Гелловей і Вілсон. Барнс і командир загону капітан Фоксхаунд виживають.
- Потім разом з американським загоном головний герой потрапляє в арденський ліс на Різдво (25 грудня 1944 року), де отримує завдання знищити реактивні міномети Nebelwerfer, викрасти німецький броньований автомобіль і покинути район.
- В ніч на Різдво зривається масована німецька атака на польову базу на місці.
- Наступна місія полягає в проходженні боїв за місто Фой.
- Остання місія гри — участь в російській місії в Берліні. Герой повинен просунутися в глиб міста і знайти списки німецьких шпигунів у лавах Червоної Армії.
- У фінальному рівні протагоніст на танку має провести зачистку вулиць Берліна, потрапити назад до радянських військ, при цьому знищити німецькі танки і міст, що трапляться по мірі виконання завдань.

#### Зброя
В додатоку Spearhead з'являються нові моделі зброї та індивідуального захисту:
| Зброя            | Альянсу                                  | Військ осі | Радянська                   |
| ---------------- | ---------------------------------------- | ---------- | --------------------------- |
| Пістолет         | Револьвер Enfield № 2 ; Револьвер Webley | -          | Револьвер Наган зразка 1895 |
| Гвинтівка        | Lee-Enfield                              | Gewehr 43  | Мосін-Наган ♦ СВТ           |
| Пістолет-кулемет | Sten                                     | -          | ППШ                         |

| Агрегатор  | Оцінка             |
| ---------- | ------------------ |
| Metacritic | 91/100 (34 огляду) |

| Видання                  | Оцінка      |
| ------------------------ | ----------- |
| AllGame                  | [ 2 ] [ 3 ] |
| Computer and Video Games | 9.4 / 10    |
| Eurogamer                | 8 / 10      |
| GamePro                  | [ 6 ]       |
| GameSpot                 | 9.0 / 10    |
| GameSpy                  | [ 8 ]       |
| IGN                      | 9.3 / 10    |